# Scarface (film, 1983)
Pour les articles homonymes, voir Scarface.
Pour plus de détails, voir Fiche technique et Distribution.
Scarface (ou Le Balafré au Québec) est un film de gangsters américain réalisé par Brian De Palma, sorti en 1983.
Scénarisé par Oliver Stone, le film est un remake de celui du même nom de Howard Hawks, sorti en 1932. Alors que le premier film traitait de la mafia américaine et s'inspirait de la vie d'Al Capone, le scénario est ici transposé à travers l'histoire d'un petit malfrat cubain, Tony Montana (incarné par Al Pacino), débarquant sans rien à Miami au début des années 1980 avant de devenir un important trafiquant de drogue. Les autres acteurs principaux comprennent Steven Bauer, Michelle Pfeiffer, Mary Elizabeth Mastrantonio et Robert Loggia.
Quand Al Pacino commence à s'intéresser à un remake de la version de 1932, il s'associe avec le producteur Martin Bregman pour développer ce projet. Le réalisateur Sidney Lumet est initialement embauché pour diriger le film, mais il est remplacé par Brian De Palma qui engage Oliver Stone pour écrire le scénario. Le tournage a lieu de novembre 1982 à mai 1983 à Louisville dans le Kentucky[réf. nécessaire] et à Los Angeles en Californie. La bande originale du film a été composée par Giorgio Moroder.
Scarface a rapporté 65,9 millions de dollars de recettes mondiales au box-office. Sa réception critique initiale a été cependant négative du fait de la forte présence de violence, du langage cru des protagonistes et de leur consommation de stupéfiants. Certains expatriés cubains à Miami se sont même opposés au film car ils estimaient être décrits comme des criminels et des trafiquants de drogue.
Dans les années qui ont suivi, toutefois, les critiques ont revu leur position et le film est désormais considéré comme l'un des meilleurs du genre policier. Des scénaristes et réalisateurs tels que Martin Scorsese en ont fait l’éloge, qui a été largement référencé dans la culture populaire, en particulier dans le rap et le hip-hop par le biais du personnage de Tony Montana, mais aussi dans les comics, les émissions de télévision et les jeux vidéo. Le film est depuis lors considéré comme un film culte, et son héros Tony Montana a obtenu le statut d'icône.

## Synopsis
En 1980, au cours de l'exode de Mariel, les opposants au régime communiste de Fidel Castro sur l'île de Cuba sont expulsés par bateau vers les États-Unis, après avoir été dépouillés, quand le président américain Jimmy Carter leur offre l'asile politique. Mais le « Líder máximo » en profite également pour se débarrasser de ses prisonniers de droit commun qui garnissent ses prisons, dont on estime qu'ils étaient 25 000 parmi les 125 000 exilés cubains partant vers les États-Unis.
Parmi ces réfugiés figurent Antonio Montana, dit Tony Montana, accompagné de son ami Manolo « Manny » Ribera, deux petits malfrats cubains issus de la rue. Libérés de prison, les deux compères profitent de l'occasion et font le voyage avec les autres réfugiés vers les États-Unis. Ils débarquent finalement à Miami. À leur arrivée sur le sol américain, les réfugiés sont regroupés dans un camp de transit, dans l'attente de savoir s'ils vont être acceptés par leur nouveau pays. Manny trouve alors le moyen, grâce à ses contacts avec un caïd de Miami, d'obtenir pour lui et Tony une carte verte américaine s'ils acceptent d'effectuer un contrat d'assassinat ; ils doivent liquider un opposant cubain lui aussi réfugié dans le camp, un certain Rebenga. Tony et Manny, aidés de leur camarade Angel se chargent du contrat et obtiennent peu après leur visa d'entrée américain.
Grâce à leur carte verte, les deux amis trouvent un petit boulot dans une gargote minable de la ville. Mais travailler pour quelques malheureux dollars ne correspond pas à l'idée que Tony se fait du « rêve américain ». C'est alors qu'Omar Suarez, le bras droit du caïd Frank Lopez (celui qui leur avait donné le contrat d’assassinat), leur offre 500 dollars pour décharger une cargaison de marijuana d'un bateau. Mais, devant le refus de Tony qui affirme que son offre est insuffisante, Suarez propose aux deux hommes 5 000 dollars pour faire leurs preuves : ils devront aller dans un hôtel et acheter pour Lopez de la cocaïne à des trafiquants de drogue colombiens, des nouveaux venus. Tony accepte, mais Suarez avertit les deux hommes que s'ils ne reviennent pas avec la drogue, ils seront dans de sales draps.
Tony et Manny, accompagnés de leurs complices cubains, se rendent au rendez-vous et commencent la transaction avec les trafiquants colombiens. Mais les choses tournent mal : Tony est capturé par les trafiquants. Peu après Angel, un de ses compagnons, est assassiné à la tronçonneuse dans la baignoire de la chambre (pour intimider Tony afin qu'il donne l'argent aux colombiens), et lui aussi est sur le point de subir le même sort. Mais, grâce à l'intervention de Manny qui surgit dans la pièce et tire sur les trafiquants, Tony se libère et tue le revendeur colombien, l'exécutant en pleine rue après l'avoir rattrapé. Puis, avec ses complices, ils s'enfuient avec l'argent ainsi que le stock de drogue des Colombiens.
Suspectant Suarez de vouloir les doubler, Tony insiste pour livrer personnellement avec Manny la drogue et l'argent à Lopez. Lors de leur rencontre avec le caïd dans sa luxueuse propriété, Tony est immédiatement attiré par la petite amie de Frank Lopez, une ravissante américaine nommée Elvira Hancock. De son côté Lopez, impressionné par l'efficacité et le sang-froid des deux hommes, les recrute sur le champ en leur promettant la richesse s'ils sont loyaux avec lui. Plus tard, il explique à son bras droit Omar qu'il lui fallait à tout prix recruter des hommes tels que Tony, prêts à se faire tuer pour lui dès lors que leur loyauté est acquise.
Trois mois après, Tony rend visite à sa mère Georgina qui vit elle aussi à Miami, ayant émigré depuis cinq ans avec sa plus jeune fille, Gina, la petite sœur de Tony. Gina est enchantée de revoir son grand frère, ne l'ayant pas revu depuis des années (quand il était emprisonné à Cuba), mais sa mère lui fait un moins bon accueil. Lui reprochant sa vie de criminel, son allure de gangster et son absence, elle refuse l'argent que Tony lui dépose sur la table puis le met à la porte. Malgré sa mère, Gina rejoint Tony au dehors et lui demande de pardonner son attitude, affirmant à son frère que, pour elle, rien n'a changé car ils ont « le même sang ». Quand Tony retourne à sa voiture, Manny lui fait des commentaires flatteurs sur la beauté de Gina, mais qui mettent Tony hors de lui. D'un air menaçant, il défend à Manny de tenter de la voir, lui affirmant qu'elle n'est pas pour lui.
Peu après, Frank Lopez envoie Tony escorter Omar Suarez en Bolivie lors de sa rencontre avec un important producteur de cocaïne du pays, Alejandro Sosa. Lors de l'entrevue dans la luxueuse propriété de Sosa, et alors qu'il n'est officiellement que le garde du corps d'Omar, Tony prend des initiatives et négocie une importante transaction de drogue avec le trafiquant bolivien, sans avoir obtenu au préalable l'accord de Frank et en court-circuitant Suarez, ce dernier tentant vainement de le remettre à sa place. C'est alors que Sosa conseille à Suarez de retourner à Miami consulter son patron, puis lui propose de rejoindre l'aéroport avec son propre hélicoptère afin d'aller plus vite, gardant Tony avec lui.
Mais, peu après son départ, Sosa affirme à Tony que Suarez est un informateur de la police (un de ses complices l'a reconnu à New York il y a quelques années) ; Tony est témoin de son assassinat, pendu depuis l'hélicoptère de Sosa après avoir été passé à tabac. Le trafiquant, en se demandant s'il peut faire confiance à l'organisation de Frank Lopez, demande à Tony de lui prouver qu'il n'est pas lui aussi un informateur. Tony, avec aplomb, lui certifie qu'il n'a jamais fait confiance à Suarez, mais que Frank est réglo. Acceptant ses explications, Sosa conclut la vente de drogue avec Tony, mais le met en garde de ne jamais chercher à le doubler ; Tony acquiesce.
De retour à Miami, Frank Lopez réagit avec fureur quand Tony lui annonce la mort de son bras droit Omar, ainsi que la transaction qu'il a passée sans son accord avec Sosa. Les deux hommes, ayant des points de vue divergents sur l'expansion de leur activité criminelle, commencent à s’éloigner l'un de l'autre. Tony entame alors son indépendance en vue de monter sa propre organisation. Dans le même temps, il informe Elvira de son intérêt pour elle et lui demande de faire un choix entre lui et Frank.
Un soir, au Babylon Club, la boite de nuit de Miami où les hommes de Lopez ont leurs habitudes, Tony est accosté par le policier Mel Bernstein, un inspecteur de police du service des stupéfiants de Miami (corrompu par Lopez) qui lui demande de l'argent en contrepartie d'une protection policière et d'informations sur ses concurrents. Le même soir, Tony met en colère Frank en faisant ouvertement des avances à Elvira. Plus tard, ayant remarqué lors de son arrivée dans la boite la présence de sa sœur Gina, il remarque ses manières lascives avec un homme. Il les suit quand le couple entre dans les toilettes et les surprend enlacés et en train de consommer de la drogue ; Tony fait déguerpir le cavalier de Gina puis gifle sa sœur, en colère devant son attitude. À la suite de cet incident, Manny ramène Gina chez elle, lui expliquant que son frère s’inquiète pour elle car il la voit comme quelqu'un d'honnête et de pur.
Un peu plus tard au night-club, Tony échappe de peu à une tentative d'assassinat perpétrée par deux hommes inconnus. Blessé, il parvient à s'échapper. Pendant la nuit, accompagné de Manny et de leur ami Chi Chi, Tony se rend au bureau de Frank, convaincu que son patron est le commanditaire de l'assassinat. Ils le trouvent là avec Mel Bernstein. Sous la menace de son arme, Frank confesse finalement à Tony son implication dans la tentative d'assassinat mais le supplie de l'épargner, lui promettant une importante somme d'argent et affirmant qu'il va disparaître de la circulation. Mais Tony le fait tuer par Manny, puis abat lui-même Bernstein avant de recruter au débotté l'ex garde du corps de Lopez, tout heureux de s'en tirer à si bon compte.
Devenu le chef de sa nouvelle organisation, Tony se marie avec Elvira et devient le distributeur principal de la cocaïne de Sosa aux États-Unis. Il accumule alors les richesses et développe son empire criminel, vivant en nabab dans une vaste et somptueuse propriété privée protégée en permanence par des gardes et des caméras de surveillance.
Mais, en 1983, du fait de sa consommation excessive de drogue, Tony commence à commettre des erreurs. Quand son banquier véreux habituel exige un pourcentage plus élevé pour blanchir ses revenus en argent liquide issus de son trafic de cocaïne, Tony, sur le conseil de Manny, s'associe avec un nouvel intermédiaire, un usurier du nom de Seidelbaum. Il tombe alors dans un piège monté par des agents fédéraux du fisc, qui l'arrêtent et l'inculpent de blanchiment d'argent et de fraude fiscale. 
Peu après, Sosa intervient et offre à Tony d'utiliser ses relations aux États-Unis pour lui éviter la prison, et de ne payer en définitive qu’une importante amende. En échange, Tony doit fournir son aide à l'un des hommes de main de Sosa, Alberto, qui doit assassiner un journaliste avant que celui-ci ne témoigne au quartier général de l'ONU à New York sur les liens entre Sosa, son cartel et des officiels boliviens.
Alors que Tony, Manny et Elvira sont au restaurant, Tony, sous le coup de la cocaïne et de l'alcool, se met à reprocher à Manny son conseil de s'adresser à Seidelbaum à la place de son banquier habituel, ce qui a conduit à son arrestation. Puis, sans gêne, il dévoile à l'assistance que son épouse Elvira est infertile à cause, dit-il, de sa trop grande consommation de drogue. Furieuse, Elvira lui jette son verre de vin au visage et quitte les lieux, affirmant que leur relation est désormais terminée. Peu après, Tony, accompagné de ses gardes du corps, quitte le restaurant d'une démarche vacillante, défiant l’assistance médusée par la peur en leur affirmant de laisser la place aux « mauvais garçons » tels que lui, avant de quitter les lieux.
La semaine suivante, Tony se rend à New York avec des complices afin d'escorter Alberto, le bras droit de Sosa, pour l'assassinat du journaliste. Posté devant l’hôtel de leur victime, il voit Alberto placer une bombe radiocommandée sous la voiture de leur cible. Le lendemain, le groupe suit la voiture pour la faire exploser devant le siège de l'ONU mais, au dernier moment (en se rendant compte que leur cible est accompagnée de sa femme et de ses enfants), Tony dit à Alberto d'annuler l'opération, ne pouvant se résoudre à tuer des innocents. Mais Alberto refuse et insiste pour continuer. Tony, devenant fou furieux, tue Alberto juste avant qu'il n'appuie sur le bouton de déclenchement de la bombe, puis accable son cadavre de sarcasmes. De retour à Miami, il est contacté au téléphone par Sosa qui, furieux, met fin à leur partenariat et promet de se venger ; Tony, répondant à ses menaces, lui déclare également la guerre.
Peu après, et à la demande de sa mère inquiète, Tony part à la recherche de Manny et Gina, les deux ayant disparu depuis plusieurs jours. Grâce à l'adresse donnée par sa mère, Tony les retrouve dans une luxueuse maison de Coconut Grove, un quartier chic de Miami. Se présentant à l’entrée de la maison, Tony voit arriver Manny lui ouvrir ; il aperçoit alors Gina à l'étage en petite tenue, qui lui sourit. Comprenant que Manny est avec Gina, Tony, fou de colère, abat Manny d'un tir de pistolet. Mais Gina, dévastée par le chagrin, accourt vers le cadavre de Manny et explique à Tony qu'ils se sont mariés la veille, et que les deux avaient prévu de lui en faire la surprise.
Tony, en état de choc, est ramené à sa propriété. Il arrive à son bureau puis plonge la tête la première dans un grand sac de cocaïne, restant prostré pendant un long moment en pensant à Manny.
Quelque temps après, des hommes de Sosa envahissent la propriété et tuent silencieusement les gardes. Pendant ce temps, Gina entre dans le bureau de Tony et, l'air étrange (elle avait reçu un calmant auparavant), accuse son frère de la vouloir pour lui seul ; elle pointe ensuite un pistolet sur lui et lui tire dessus. Au même moment, un des hommes de Sosa surgit du balcon derrière eux, et tue Gina d'une rafale de mitraillette. Sortant brusquement de sa torpeur, Tony abat l'assaillant. Puis, hébété et a moitié délirant, il reste un long moment à contempler le cadavre de sa sœur tout en lui parlant. Mais, après avoir remarqué les assaillants sur les moniteurs des caméras de surveillance de son bureau, il s'arme d'un fusil d'assaut M16 pourvu d'un lance-grenade et invective ses ennemis, ceux-ci s'étant regroupés devant la porte de son bureau, prêts à l'assaillir.
Après avoir fait sauter la porte de son bureau avec le lance-grenade, tuant plusieurs de ses ennemis, Tony arrive sur le balcon attenant et mitraille les hommes de Sosa, qui ripostent. Touché de plusieurs balles, mais rendu insensible grâce à la cocaïne et l'adrénaline, Tony continue à les défier jusqu'à ce qu'il soit achevé, d'un tir dans le dos, par un des hommes de main de Sosa (celui-là même qui avait tué Suarez en Colombie). Son corps bascule alors du balcon et finit en contrebas dans une fontaine, celle-ci étant décorée d'une statue qui porte l'inscription « The World is Yours » (« Le monde est à vous »), la devise de Tony Montana.
La scène finale s'achève avec l'apparition d'un intertitre dédiant le film à Howard Hawks et Ben Hecht, respectivement le réalisateur et le scénariste du Scarface original.

## Fiche technique

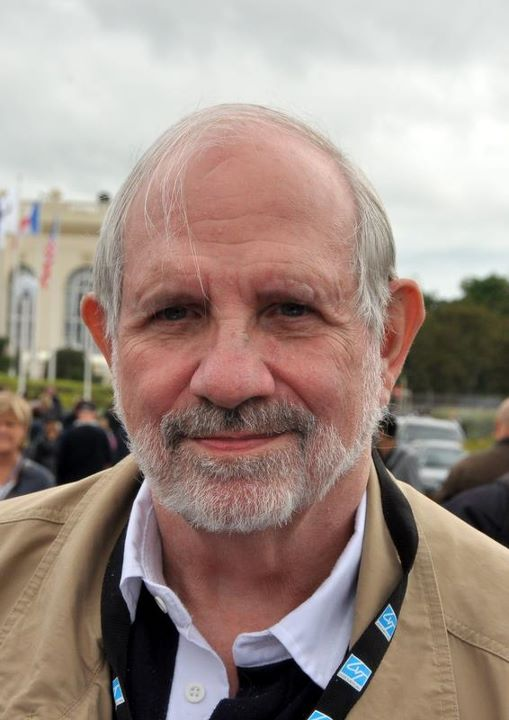
Le réalisateur du film, Brian De Palma, lors du Festival de Deauville 2011.

- Titre original et français : Scarface
- Titre québécois : Le Balafré
- Réalisation : Brian De Palma
- Scénario : Oliver Stone, d'après le scénario de Scarface écrit par Ben Hecht, lui-même adapté du roman du même nom d'Armitage Trail
- Musique : Giorgio Moroder
- Directeur de la photographie : John A. Alonzo
- Montage : Gerald B. Greenberg[n 3] et David Ray
- Distribution des rôles : Alixe Gordin
- Direction artistique : Edward Richardson[n 4]
- Décorateur de plateau : Bruce Weintraub (en)
  - Consultant visuel : Ferdinando Scarfiotti
- Costumes : Patricia Norris
- Producteur : Martin Bregman
  - Coproducteur : Peter Saphier
  - Producteur délégué : Louis A. Stroller
  - Directeur de production : Raymond Hartwick
- Société de production : Universal Pictures
- Budget : 25 millions de dollarsUS[2]
- Format : Couleur – 35 mm – 2.35:1 — Son 4-Track Stereo
- Langues originales : anglais, espagnol
- Pays de production :  États-Unis
- Genre : Drame, action et film de gangsters
- Durée : 170 minutes
- Dates de sortie[3] :
  - États-Unis : 1er décembre 1983 (avant-première à New York), 9 décembre 1983 (sortie nationale)
  - France : 7 mars 1984
- Classification : R (Restricted) aux États-Unis[n 5], interdit aux moins de 13 ans en France à sa sortie, puis interdit aux moins de 12 ans depuis la réforme de 1990[4]

## Distribution
- Al Pacino (VF : Sylvain Joubert) : Antonio « Tony » Montana
- Steven Bauer (VF : François Leccia) : Manolo « Manny » Ribera
- Michelle Pfeiffer (VF : Françoise Dorner) : Elvira Hancock
- Mary Elizabeth Mastrantonio (VF : Monique Thierry) : Gina Montana
- Robert Loggia (VF : Georges Atlas) : Frank Lopez
- Míriam Colón (VF : Tamila Mesbah) : Georgina, la mère de Tony et Gina
- F. Murray Abraham (VF : Jean-Pierre Moulin) : Omar Suarez
- Paul Shenar (VF : Sady Rebbot) : Alejandro Sosa
- Harris Yulin (VF : Roger Crouzet) : le policier Mel Bernstein
- Arnaldo Santana (VF : Claude Joseph) : Ernie, le garde du corps de Lopez
- Michael P. Moran (en) (VF : Roger Lumont) : Nick « The Pig » (le porc)
- Ángel Salazar (en) : Chi Chi
- Mark Margolis : Alberto « The Shadow », un homme de main de Sosa et son bras droit
- Pepe Serna (en) : Angel Fernandez
- Al Israel : Hector « The Toad » (le crapaud), le colombien à la tronçonneuse
- Dennis Holahan (en) (VF : Marc Cassot) : Jerry, le banquier de Tony
- Ted Beniades (en) (VF : Henri Poirier) : l'usurier Seidelbaum
- Michael Alldredge (VF : Jacques Deschamps) : George Sheffield
- Richard Belzer (VF : José Luccioni) : l'animateur du Babylon Club
- Paul Espel (VF : Serge Lhorca) : Luis
- John Brandon (en) (VF : Henry Djanik) : l'officier de l'Immigration no 3
- Tony Perez (VF : Marc François) : l'officier de l'Immigration no 2
- Garnett Smith (de) (VF : Pierre Fromont) : l'officier de l'Immigration no 1
- Loren Almaguer : le docteur Munoz
- Heather Benna et Angela Nisi : les enfants de Gutierrez
- Sue Bowser[n 6] : Miriam
- Victor Campos : Ronnie Echevierra
- Albert Carrier (en) : Pedro Quinn
- Gary Carlos Cervantes et Gregory Cruz : les tueurs au Babylon Club
- Carlos Cestero : Matos Gutierrez
- Robert Hammer Cannerday : Marielito
- Johnny Contardo (arz) : Miguel Echevierra
- Roberto Contreras : Rebenga
- Dante D'Andre : le général Strasser
- Richard Delmonte : Fernando
- Wayne Doba : le clown Octavio au Babylon Club
- Ronald G. Joseph (VF : Marc Cassot) : le vendeur de voiture
- Mario Machado (VF : Jacques Thébault) : l'intervieweur
- Joe Marmo : Nacho « El Gordo »
- Richard Mendez : le tueur de Gina
- Victor Millan : Ariel Bleyer
- Mike Moroff : le garde du corps de Gaspar
- Manuel Padilla Jr. (en) et Arnold Tafolla : les hommes de main colombiens de Hector
- Ilka Tanya Payan (en) : madame Gutierrez
- Barbra Perez : Marta, la colombienne à la mitraillette
- Geno Silva (en) : « The Skull », l'homme de main de Sosa qui tue Omar Suarez puis Tony
- Robert Vandenberg : Gaspar Gomez
- Lana Clarkson : une fille au Babylon Club
- Dennis Franz : l'officier de l'Immigration (voix, non crédité)
- Gregg Henry : Charles Goodson (non crédité)
- Luis Guzmán : un tueur (non crédité)
- Tammy Lynn Leppert : la jeune femme en maillot de bain qui distrait Mannie dans la voiture de guet (non créditée)

Version française :
- Studio de doublage : Cinema International Corporation
- Direction artistique : Jacques Thébault
- Adaptation : Georges Dutter

Source et légende : version française (VF) sur Allodoublage

## Production

### Développement

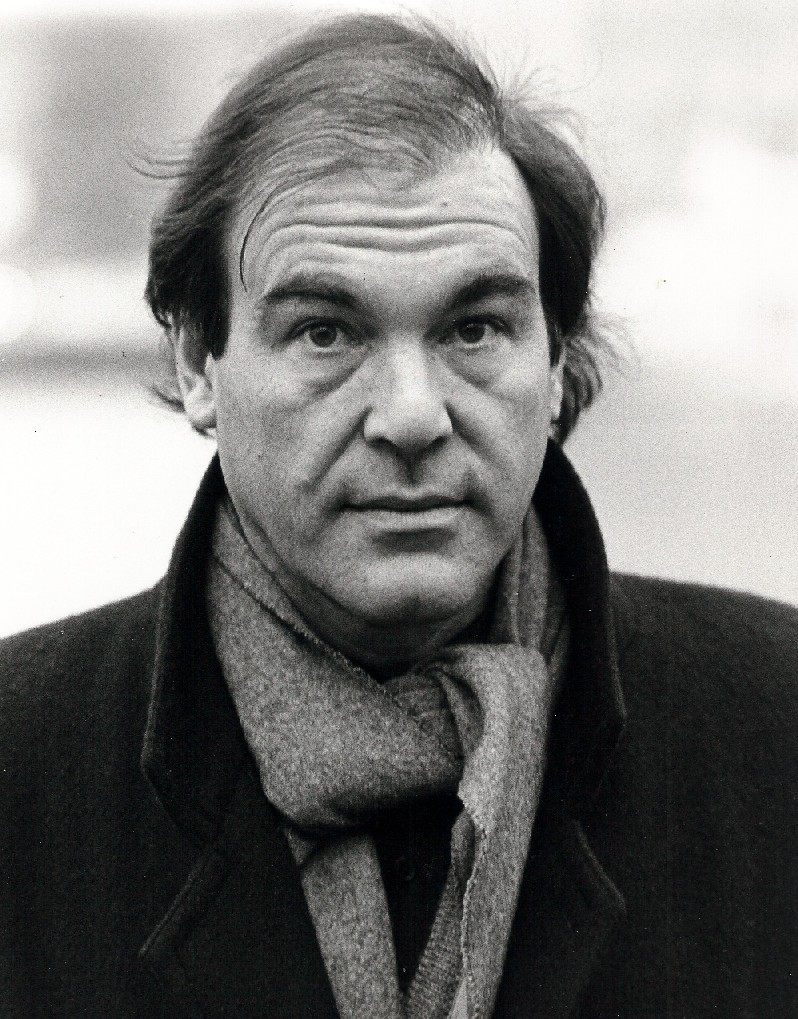
Oliver Stone (ici en 1986), est le scénariste de Scarface.

Scarface de Brian de Palma est un remake du film du même nom de 1932, qui relate l'histoire d'un immigré bâtissant à Chicago un empire sur le trafic d'alcool pendant la Prohibition. L'histoire est réactualisée en changeant l'origine du héros et les trafics auxquels il est lié. Antonio Montana, en référence à Joe Montana, un joueur de football américain dont Oliver Stone est un fan, se fait néanmoins appeler « Tony » comme le héros de 1932, d'origine italienne. Le film de 1932 décrit de manière indirecte Al Capone, qui était autrefois surnommé « Scarface ».
À l'époque où il écrivit le film, Oliver Stone luttait contre une dépendance à la cocaïne.
Sidney Lumet était pressenti pour réaliser le film : c'est lui qui suggéra l'idée des personnages cubains et l'exode de Mariel dans l'histoire mais se désista finalement en raison du ton très violent du projet, il est donc remplacé par Brian De Palma qui quitte pour l'occasion le film Flashdance après avoir aimé le script de Scarface.

### Attribution des rôles
Après le refus de Robert De Niro, Sylvester Stallone devait tenir le rôle de Tony Montana mais déclina, en raison du tournage de Staying Alive. Le rôle est confié par la suite à Al Pacino.
John Travolta était pressenti pour incarner Manny Ribera, mais le rôle est finalement confié à Steven Bauer, relativement inconnu à l'époque : les producteurs étaient convaincus qu'il était bon pour le rôle, avis fondé sur une audition frappante, ainsi que sur ses origines cubaines.
Le rôle principal féminin, celui d'Elvira Hancock, est proposé à Rosanna Arquette, Jennifer Jason Leigh, Melanie Griffith, Kim Basinger, Kathleen Turner et Jodie Foster, mais toutes le déclinent. Brooke Shields se voit également offrir ce rôle, mais sa mère refuse. D'autres actrices – Geena Davis, Carrie Fisher, Kelly McGillis et Sharon Stone – ont auditionné pour incarner Elvira. Kay Lenz et Kristy McNichol auraient voulu l'incarner, mais Brian De Palma était contre. Le choix se porte donc sur la jeune actrice Michelle Pfeiffer, qui venait d'obtenir des commentaires favorables pour sa prestation dans Grease 2, malgré l'échec critique et commercial du film.
Au départ, Brian De Palma refuse d'auditionner Michelle Pfeiffer après l'avoir vu dans Grease 2, mais le producteur le pousse à lui laisser sa chance. Bien qu'intimidée par Al Pacino durant la répétition d'une scène, elle obtient le rôle. Al Pacino et Michelle Pfeiffer se retrouveront en 1991 pour le drame sentimental Frankie et Johnny.
F. Murray Abraham est engagé pour le rôle d'Omar Suarez, lui permettant ainsi de sortir d'une longue et difficile période de chômage.
Le producteur Martin Bregman révèle dans son livre Scarface Nation que Glenn Close avait été le premier choix pour le rôle d'Elvira, mais il n'était pas satisfait car il pensait qu'elle serait seulement « la moitié d'une pute ».
Bien que certains des personnages – principaux ou secondaires – aient des origines cubaines, seul Steven Bauer est né à Cuba, tandis qu'Angel Salazar (en) (Chi-Chi) est cubano-américain.

### Tournage

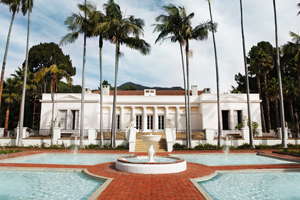
El Fureidis, lieu où ont été tournés les extérieurs du manoir de Tony Montana.

L'action du film devait se dérouler initialement à Chicago, comme dans le film original, mais l'équipe n'a pas pu le faire pour des raisons de moyens. L'histoire est donc transposée à Miami. Pourtant ce choix ne fait pas l'unanimité, notamment au sein de l'Office du Tourisme, craignant qu'il n'offre à la ville une réputation de haut lieu de la criminalité cubaine, faisant ainsi fuir les touristes.
Le tournage débute le 29 novembre 1982 et se termine près de huit mois plus tard, le 15 juillet 1983. Il se déroule à Miami mais également à Miami Beach, notamment au 728 Ocean Drive, là où est tournée la scène de la rencontre avec les trafiquants à l'hôtel ; à Atlantis Condo sur Brickell Avenue pour la scène de la piscine de la maison de Frank Lopez ; à South Beach, quartier de Miami Beach, et au Fontainebleau Miami Beach. Des prises de vues ont aussi lieu à Los Angeles, Montecito et Torrance (scène de la maison de la mère de Tony) en Californie, ainsi qu'à New York.
Une partie du film est tournée dans les studios Universal d'Universal City, en Californie.
Steven Spielberg est venu donner un coup de main à son ami Brian De Palma pour la réalisation de la scène finale.
Alors qu'il est sur le point de jouer une scène avec son personnage, F. Murray Abraham reçoit le scénario d’Amadeus. Pensant y tenir un autre second rôle, l'acteur accepte de s'y engager lorsque, plus tard, il apprend qu'il jouera le rôle principal d'Antonio Salieri.

### Musique
La musique du film est composée par Giorgio Moroder et publiée par MCA Records en 1983. L'album sera réédité à grande échelle en 2003.
| No  | Titre                               | Paroles                          | Musique         | Interprète                             | Durée |
| --- | ----------------------------------- | -------------------------------- | --------------- | -------------------------------------- | ----- |
| 1.  | Scarface (Push It to the Limit)     | Pete Bellotte                    | Giorgio Moroder | Paul Engemann                          |       |
| 2.  | Rush Rush                           | Debbie Harry                     | Giorgio Moroder | Debbie Harry                           |       |
| 3.  | Turn Out the Light                  | Pete Bellotte                    | Giorgio Moroder | Amy Holland                            |       |
| 4.  | Vamos a Bailar                      | Maria Conchita Alonso            | Giorgio Moroder | Maria Conchita Alonso                  |       |
| 5.  | Tony's Theme (musique du générique) | (instrumental)                   | Giorgio Moroder | Giorgio Moroder                        |       |
| 6.  | She's on Fire                       | Pete Bellotte                    | Giorgio Moroder | Amy Holland                            |       |
| 7.  | Shake It Up                         | Giorgio Moroder et Arthur Barrow | Giorgio Moroder | Elizabeth Daily                        |       |
| 8.  | Dance Dance Dance                   | Giorgio Moroder et Arthur Barrow | Giorgio Moroder | Beth Anderson                          |       |
| 9.  | I'm Hot Tonight                     | Giorgio Moroder et Arthur Barrow | Giorgio Moroder | Elizabeth Daily                        |       |
| 10. | Gina's and Elvira's Theme           | (instrumental)                   | Giorgio Moroder | Giorgio Moroder et Helen St. John (en) |       |

## Sortie et accueil

### Sortie
Scarface échappe de peu au classement X (interdit aux moins de 18 ans) aux États-Unis, car la scène de la tronçonneuse est jugée trop violente par la Motion Picture Association of America. Le réalisateur Brian De Palma se mobilise alors et finit par obtenir un classement « R » (interdit aux moins de 17 ans non accompagnés).
Le 1er décembre 1983, lors de sa présentation en avant-première du film dans un cinéma de New York, celui-ci rencontre des réactions mitigées. Les acteurs Al Pacino et Steven Bauer, présents lors de cette avant-première, sont rejoints entre autres par leurs collègues Burt et Diane Lane, Melanie Griffith, Raquel Welch, Joan Collins (accompagnée de son petit ami Peter Holm) et Eddie Murphy.
Selon l'émission DVD TV : Much More Movie diffusée sur AMC après cette avant-première, la chanteuse Cher a affirmé avoir adoré le film, au contraire de l'actrice Lucille Ball qui, venue en famille, l'a détesté en raison du langage et de sa violence, tandis que l'acteur Dustin Hoffman a déclaré s'être endormi. Par ailleurs, les auteurs Kurt Vonnegut et John Irving auraient quitté la salle de dégoût, à cause de la scène de la tronçonneuse. Au milieu du film, le réalisateur Martin Scorsese s'est tourné vers Steven Bauer et lui a dit : « Les gars, vous êtes superbes, mais il faut vous préparer parce qu'ils vont le détester à Hollywood ».

### Accueil critique
Initialement, le film rencontre des commentaires très négatifs de la part de la critique professionnelle, ce qui vaut à Brian De Palma une nomination aux Razzie Awards 1984 pour le prix du Pire réalisateur. Le film attise notamment la controverse en raison de son niveau de langage et de sa violence. Sur le DVD de l'édition collector de Scarface, le producteur Martin Bregman déclare que seul le critique Vincent Canby du New York Times l'avait bien accueilli. Cependant en 1983, le critique Roger Ebert du Chicago Sun-Times attribue au film une note de 4 étoiles sur 4 et, quelques années plus tard, l'ajoute à sa liste des plus grands films.
Au fil des années toutefois, la réaction d'ensemble des critiques de cinéma change, les commentaires négatifs sur Scarface évoluant de manière positive, voire favorable. Sur le site agrégateur de critiques Rotten Tomatoes, le film obtient un score de 79 % d'avis favorables, sur la base de 77 critiques collectées et une note moyenne de 8,10/10 ; le consensus du site indique : « Le réalisateur Brian De Palma et la star Al Pacino vont jusqu'à la limite dans cette épopée de gangsters stylisée, ultra-violente et éminemment propice à la citation, qui trace une mince ligne blanche entre le drame moral et l'excès de célébration ». Sur Metacritic, le film obtient une note moyenne pondérée de 65 sur 100, sur la base de 9 critiques collectées ; le consensus du site indique : « Avis généralement favorables ».
Le film est classé à la 107e position de la liste du Top 250 des « Meilleurs films de tous les temps » du site de l'Internet Movie Database, avec une note moyenne de 8,3/10.

### Box-office
| Pays          | Box-office (toutes exploitations) |
| ------------- | --------------------------------- |
| États-Unis    | 45 408 703 $                      |
| France        | 799 563 entrées                   |
| International | 20 614 882 $                      |
| Mondial       | 66 023 585 $                      |

Le 9 décembre 1983, Scarface sort aux États-Unis dans 996 salles et prend la deuxième place du box-office lors de son premier week-end d'exploitation, avec une recette de 4 597 536 $ derrière le film Le Retour de l'inspecteur Harry, sorti le même jour. Le long-métrage est diffusé dans 1 008 salles la semaine suivante. Il rapporte plus de 39 000 000 $ en douze semaines d'exploitation, terminant sa carrière avec 44 668 798 $ de recettes totales sur le territoire américain. À l'étranger, il récolte 20 476 000 $ de recettes supplémentaires, pour un total de 65 144 798 $.
Le film connaît plusieurs reprises à l'étranger entre 2012 et 2020, pour un total à 138 882 $.
En France, le film sort en salles le 7 mars 1984 et fait un démarrage correct avec 236 446 entrées lors de sa première semaine d'exploitation, pour un total de 237 204 entrées cumulées avec les avant-premières. Le film connaît une décélération dans sa fréquence d'exploitation à partir de la semaine suivante, chutant en septième position à cette période avec 152 778 entrées, pour un cumul de 389 982 entrées depuis sa sortie. Scarface quitte le top 30 après la semaine du 18 avril 1984, où il avait déjà enregistré 604 239 entrées. Pour sa première année d'exploitation, le long-métrage totalise 719 566 entrées, lui permettant de se hisser à la 74e place annuel du box-office français. La première exploitation française de Scarface totalise 770 544 entrées,.
Bien que son score en salles soit correct, sans pour autant avoir été un énorme succès populaire, Scarface va acquérir au fil des années le statut de « film culte » grâce à son succès dans le marché de la location vidéo. Avec l'exploitation initiale et les nombreuses reprises, Scarface approche les 800 000 entrées, le positionnant à la 67e place du box-office annuel de 1984.

## Distinctions
Source : Internet Movie Database

### Nominations
- Golden Globes 1984 :
  - nomination au Golden Globe du meilleur acteur dans un film dramatique pour Al Pacino.
  - nomination au Golden Globe du meilleur acteur dans un second rôle pour Steven Bauer.
  - nomination au Golden Globe de la meilleure musique de film pour Giorgio Moroder.
- Motion Picture Sound Editors Awards 1984 : nomination au prix du meilleur montage d'effets sonores.
- Golden Raspberry Awards 1984 : nomination au Razzie Award du Pire réalisateur pour Brian De Palma.
- Satellite Awards 2004 : nomination au Satellite Award de la meilleure édition DVD d'un classique.

## Postérité
En juin 2008, l'American Film Institute classe Scarface à la dixième place dans la catégorie Films de gangsters du classement AFI's 10 Top 10 (liste des dix meilleurs films américains dans dix catégories cinématographiques différentes). La ligne de dialogue « Say hello to my little friend! », dite par Tony Montana (Al Pacino) au début de la scène finale de la fusillade est classé à la 61e place de l'AFI's 100 Years... 100 Movie Quotes, la liste des 100 meilleures répliques du cinéma américain.
Le magazine Entertainment Weekly a classé le film à la huitième place de sa liste des « 50 meilleurs films culte » et le magazine Empire à la 284e place de sa liste des « 500 meilleurs films de tous les temps ». En 2010, la chaîne VH1 le classe à la cinquième place de sa liste des « 100 plus grands films de tous les temps ».[réf. souhaitée]
Scarface est l'un des premiers films à faire l'usage fréquent du juron « fuck » ; il est utilisé 207 fois dans le film (à titre de comparaison, 265 fois dans Pulp Fiction).

### Dans la culture populaire
Scarface est peu à peu devenu le film le plus populaire des banlieues françaises. Le personnage de Tony Montana est devenu culte, beaucoup de jeunes se retrouvant dans le destin de cet immigré cubain.
Dans le film Générations Scarface, le journaliste Nicolas Lesoult explique : « Je suis né au Maroc, j'ai grandi dans une banlieue des Yvelines et, comme tous ceux qui m'entouraient, j'ai trouvé des valeurs dans le film qui me correspondaient ».
La volonté de s'en sortir pour les uns, des rêves de puissance pour les autres, Tony Montana inspire ces jeunes car il apparaît pour eux comme un « bandit d'honneur » qui, même s'il est un assassin, est une sorte de « Robin des Bois du ghetto ».

#### Cinéma
- Dans Tueurs nés (1994) de Oliver Stone, les personnages de Mickey et Mallory Knox font une halte dans un motel. Sur le téléviseur allumé dans leur chambre, on voit une scène du film Scarface (scène de la tronçonneuse).
- Dans L'Appât (1995) de Bertrand Tavernier, les deux personnages masculins du film (Bruno Putzulu et Olivier Sitruk) vouent une vénération à Scarface. Ils en revoient souvent la vidéo, ce qui fâche le personnage de Nathalie (Marie Gillain) qui préférerait choisir un autre programme. Lors de la diffusion de la vidéo de Scarface, Nathalie imite une réplique de Tony Montana : « Je suis, comment vous dites ?... paranoïaque ».
- La fin du film Taxi 4 (2007) de Gérard Krawczyk parodie la fusillade concluant Scarface. Dans cette scène, le criminel belge Albert Vandenbossche reprend la réplique de Tony (« On fait la guerre ! ») et ouvre le feu dans son manoir sur les forces de l'ordre, depuis le premier étage (surplombant un bassin comme dans Scarface) avant que le commissaire Gibert (qui a consommé à son insu de la cocaïne) ne tire sur tout le monde. La maison est d'ailleurs presque une copie de celle de Tony dans Scarface.
- Dans En passant pécho (2021) de Julien Royal, plusieurs scènes du film parodient Scarface, notamment les scènes avec la musique Push It to the Limit.

#### Télévision
- Dans la série Breaking Bad (saison 5, épisode 3, « Nouveaux labos »), le personnage de Walter White est vu regarder la fin du film Scarface avec son fils, Walter Jr.
  - Un clin d'œil au film est également présent dans l'épisode « Comme un chien enragé » (saison 5, épisode 12) quand le personnage de Saul Goodman porte un costume, blanc et rouge, similaire à celui de Tony Montana, et quand à un moment il regarde son visage blessé dans un miroir, se demandant si la blessure va laisser une cicatrice.
  - Le créateur de la série Breaking Bad, Vince Gilligan, avait cité le film comme une métaphore expliquant l'évolution de son personnage principal : « Prendre Mr. Chips et le transformer en Scarface ». Par ailleurs, deux des acteurs du film ont également participé à la série : Steven Bauer et Mark Margolis.
- Dans la série Narcos: Mexico (saison 1, épisode 3, « El Padrino »), un associé du personnage de Rafa Quintero lui propose de regarder le film Scarface. Rafa porte par la suite lors d’une réception le même costume que celui de Tony Montana, la série insinuant son obsession pour ce personnage.

#### Jeux vidéo
Dans le jeu Grand Theft Auto III (2001), la station de radio « Flashback FM » ne comprend que des chansons de la bande originale du film, dont le morceau Scarface (Push It to the Limit). De plus, certains passants reprennent certaines citations du film, comme « Say hello to my little friend ». L'acteur Robert Loggia, incarnant Frank Lopez dans le film, donne également sa voix au personnage de Ray Machowski.
Dans Grand Theft Auto: Vice City (2002), les références au film sont plus nombreuses, le jeu vidéo ressemblant d'ailleurs beaucoup au film par rapport à son scénario. Les deux histoires se déroulent d'ailleurs à la même époque (les années 1980) et au même endroit, Vice City étant une parodie de la ville de Miami. Dans le jeu, le manoir de Diaz ressemble à s'y méprendre à celui de Tony Montana, en particulier le bureau où les caméras montrent clairement le bassin du manoir du long métrage (avec le globe portant l'inscription « The World is Yours »), alors que ce bassin n'apparaît nulle part dans le jeu ; au rez-de-chaussée, le salon comporte une tapisserie avec des palmiers qui est semblable à celle du bureau de Frank Lopez. De plus, les initiales de Tommy Vercetti, le personnage principal de Vice City, apparaissent sur les fauteuils comme celles de Tony Montana dans Scarface. On peut retrouver la réplique de l'appartement (appelé « Appartement 3C ») dans lequel se déroule le massacre au début du film, notamment la salle de bain éclaboussée de sang dans laquelle se trouve une tronçonneuse. On peut aussi remarquer la ressemblance quasi parfaite entre la rue où se trouve le premier point de sauvegarde du jeu et celle de l'hôtel où Tony effectue son premier deal. La discothèque du « Malibu Club » ressemble à celle du « Babylon Club » du film. Par ailleurs, outre la chemise hawaïenne, le joueur peut débloquer au cours du jeu une tenue appelée « Mr. Vercetti », qui est semblable à celle que porte Tony Montana à la fin du film. Enfin, la mission finale du jeu présente une fusillade dans le manoir du protagoniste, semblable à celle concluant le long métrage.
Dans le jeu Red Dead Redemption (2010), le personnage du capitaine Vincente de Santa est une parodie de Tony Montana, aussi bien dans son apparence que dans son attitude.
Dans le jeu Far Cry 3 (2012), les traits physiques du trafiquant d'esclave Hoyt Volker s'apparentent à ceux de Tony Montana, sauf qu'à l'inverse de Tony, Hoyt est un psychopathe dépourvu d'humanité.
Dans le jeu Payday 2 (2013), lors de la mise à jour de noël 2016, deux DLC nommés respectivement « Scarface Character Pack » et « Scarface Heist » permettent d'incarner Tony Montana et d'organiser un casse dans son manoir.

#### Musique
En 2003, le label Def Jam publie la compilation Music Inspired by Scarface, qui regroupe des chansons dans lesquelles des rappeurs parlent notamment de leur passion du film, et de son influence sur leurs carrières respectives.
De nombreux rappeurs français comme Booba, PNL, Django DKZ, Stomy Bugsy, Ärsenik, IAM, Rohff et Fonky Family font souvent référence à Scarface et utilisent parfois des répliques du film ou des samples de la bande originale.
Le rappeur américain Rick Ross a repris un sample de Scarface (Push It to the Limit) dans Push It, de son premier album Port of Miami.
Le groupe de rap américain Mobb Deep a repris un sample du générique final pour la chanson  « G.O.D Pt III », sur son album Hell On Earth.
Dans le morceau Black Mafia de Lunatic, avec Booba et Oxmo Puccino, celui ci fait allusion au film : « Je finirais pas comme Scarface percé de partout, nez dans la coke en criant fuck motherfucker! ».
Le rappeur américain Saint Jhn fait référence au film dès le début de sa chanson Roses, avec les paroles « This gonna make 'em feel the way like Tony killed Manolo » (« Cela va les faire se sentir comme lorsque Tony a tué Manolo »).
Le rappeur français Nekfeu fait référence au film dans le morceau Tricheur en duo avec Damso, dans son album Les Étoiles vagabondes (2019). On y entend « J's'rai plus l'ami d'un lascar faible, la sœur de mon frère c'est ma sœur / Chez nous, y a pas de sale manie comme dans Scarface ». Le rappeur joue sur l'homonymie entre « Manny » et « manie ». Nekfeu souligne le fait qu'il ne sera jamais comme Manny, c'est-à-dire à avoir des relations amoureuses et sexuelles avec les sœurs de ses amis.
Le groupe PNL a fait de nombreuses références au film , entre autres, avec le titre de leur premier album studio, Le Monde Chico (2015), tiré d'une citation du film, ainsi que dans leur morceau Plus Tony que Sosa.
Un titre du rappeur 8ruki, en collaboration avec Gouap du collectif Lyonzon, se nomme Scarface et apparaît dans Green Lobby Edition 2Luxe (2020). Le morceau reprend au début des extraits du film, notamment quand on entend la voix de Tony Montana se disputant avec son ami Manny, lors de la scène du bain.
En 2021, le rappeur Naps, sort l'album Les mains faites pour l'or, une référence à une réplique de Tony Montana au début du film. Dans de nombreux titres, le rappeur y reprend plusieurs répliques du film.

## Produits dérivés

### Jeu vidéo
Le jeu vidéo Scarface: The World Is Yours (2006) repose sur une histoire alternative de Scarface dans laquelle Tony Montana aurait échappé à la mort à la fin du film, en abattant le tueur qui lui donnait le coup de grâce. Le joueur doit alors aider Tony à reconquérir Miami.

### Bande dessinée
En novembre 2008, la maison d'édition Indeez Urban Éditions, spécialisée dans la BD traitant des cultures urbaines et du hip hop, sort la BD intitulée Scarface : marqué à vie, par John Layman et Dave Crosland. C'est une suite de Scarface, dans laquelle on voit le retour de Tony Montana aux affaires.

## Projets de suite et de reprise

### Cinéma
En 2010, l'idée d'un Scarface 2 est évoquée par Oliver Stone.
En septembre 2011, Universal Pictures lance l'idée de faire un remake (reprise) de Scarface en utilisant le film de 1983 et celui de 1932.
En mars 2014, le réalisateur chilien Pablo Larraín négocie la réalisation d'un remake de Scarface qui raconterait les péripéties d'un truand mexicain aux États-Unis.
En 2020, un nouveau projet de remake de Scarface est lancé par les studios Universal Pictures, avec cette fois une action devant se dérouler à Los Angeles. Les frères Joel et Ethan Coen sont envisagés au scénario, le cinéaste Luca Guadagnino à la réalisation et l’acteur Michael B. Jordan pour le rôle-titre.

### Littérature
En mars 2014, une suite alternative, Scarface 2 : Vengeance Aveugle, se déroulant dans les années 2010 avec pour protagoniste le neveu de Tony Montana, Lorenzo Gibson (alias Enzo Montana), est écrit par l'auteur français Samy Baroukh, et publié aux éditions Edilivre.